# 硬膜穿刺後頭痛
硬膜穿刺後頭痛（こうまくせんしごずつう、英: post-dural puncture headache: PDPH）は、脳と脊髄を覆う膜の1つである硬膜を穿刺することによって生じる合併症である。この頭痛は鈍くズキズキする痛みで、その強さは人によって異なる。動いたり、座位、立位で悪化する。吐き気、嘔吐、手足の痛み、聴覚障害、耳鳴り、めまいなどの他の症状を伴うこともある。
安静臥床で、いったん発症したPDPHの症状は和らぐものの、発症前に安静臥床としていても、予防できるとは限らない。鎮痛薬やカフェイン摂取は、対症療法としては有効であり、重度の場合は硬膜外血液パッチが有効である。
PDPHは腰椎穿刺や脊髄くも膜下麻酔の一般的な副作用である。脳脊髄液の漏出により、脳と脊髄の液圧が低下する。発症は66%の症例で2日以内、90%で3日以内に起こる。穿刺直後に発症することは極めて稀で、その場合は他の原因を調べる必要がある。
カッティング型の脊椎針の代わりに、ペンシルポイント針を使用することで、PDPHの発症リスクは低下する。細い針を使用するとPDPHのリスクは減少するが、穿刺手技は難しくなる。PDPH発生率は、針の太さや報告者によって異なり、0.1%から36%の間である。

## 徴候と症状
PDPHは通常、穿刺後数時間から数日で発症し、両側前頭部または後頭部の頭痛や吐き気などの症状を呈し、これらは通常、患者が起立姿勢をとると悪化する。頭痛は通常、穿刺後24〜48時間で発症するが、最大12日後に発症することもある。頭痛の性状は鈍くズキズキする痛みで、強さは弱いものから強いものまで様々である。通常は数日で改善するが、まれにそれ以上長引くことがある。診断目的の腰椎穿刺、麻酔目的の脊髄くも膜下麻酔、そして硬膜外麻酔の際に偶発的に硬膜を穿刺してしまった後に生じる。頭痛以外の症状としては、めまい、耳鳴り、難聴、複視、羞明、吐き気・嘔吐、頸の痛みや硬直、けいれんがある。

## 病態生理
PDPHは脳脊髄液が硬膜外腔に漏出することで生じると考えられている。その結果、くも膜下腔の静水圧が低下し、髄膜が牽引されて症状が現れる。

## 診断

### 鑑別診断
非常に稀に硬膜穿刺直後に頭痛が現れることがあるが、これはほとんどの場合、 亢進などの他の原因によるもので、早急な対応が必要である。

## 予防

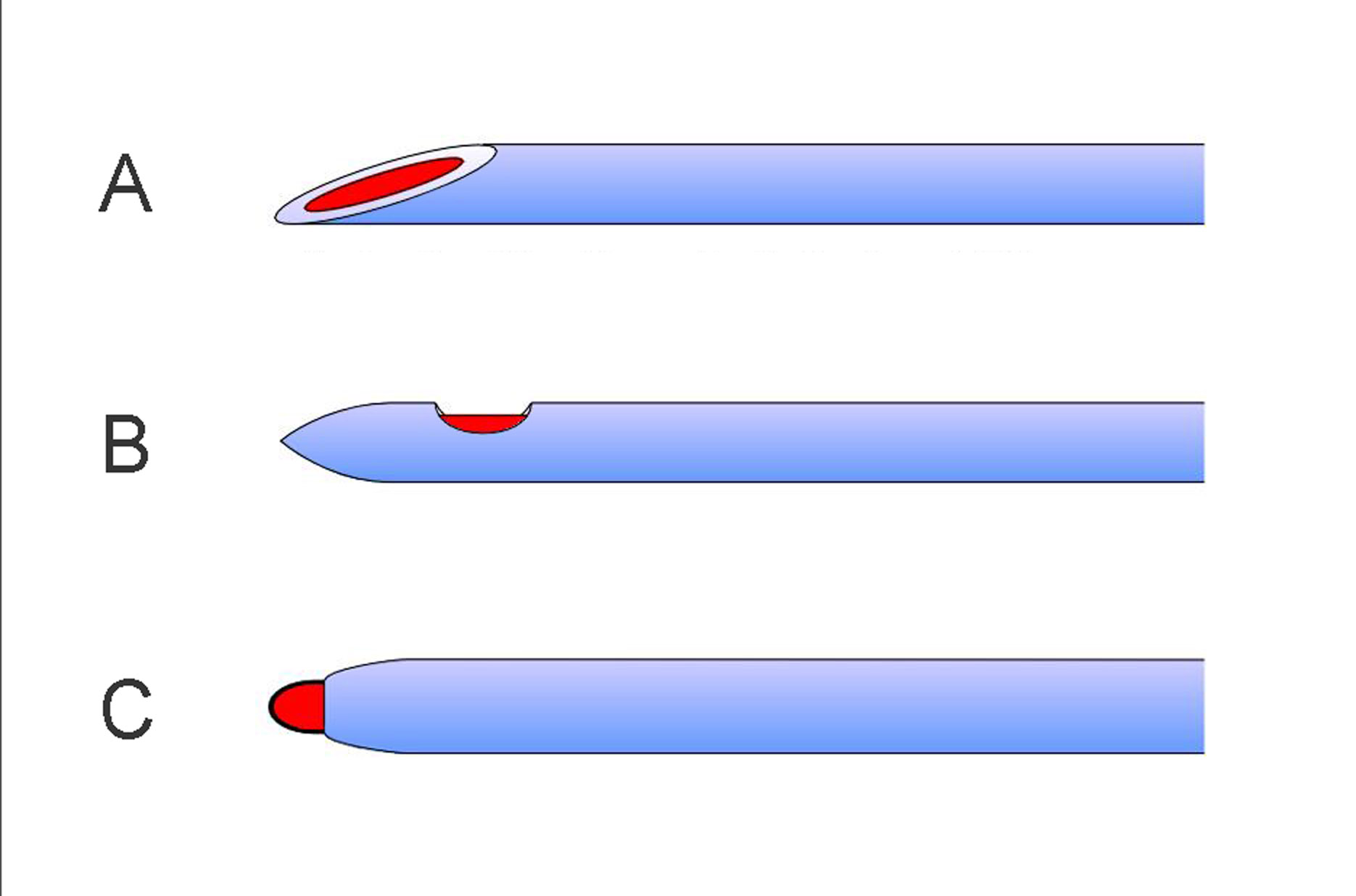
さまざまなタイプの脊椎針の先端。A.クインケ（Quincke）針、B.スプロッテ（Sprotte）針、C.ボールペン針（Aはカッティング、B、Cはいずれも非カッティング針）

ペンシルポイント針を使用すると、カッティング針と比べてリスクが低下する。ペンシルポイント針のサイズによる違いは見られないが、細いカッティング針は太い針と比べてリスクが低い。SprotteやWhitacreなどの現代の非カッティング針は、残る穿刺孔がより小さく、PDPHのリスクを減少させる。しかし、非カッティング針がPDPHのリスクを減少させ、穿刺時のパレステジアや穿刺後の背部痛などの有害事象を増加させないというエビデンスの質は中程度で、さらなる研究が必要である。あるネットワークメタアナリシスによれば、PDPHの発生率が最も低く、成功率が最も高い針は26Gの非カッティング針である。
モルヒネ、コシントロピン、アミノフィリンは硬膜穿刺後頭痛の予防に効果があるようである。PDPHの予防には長年、安静臥床が指示されてきたが、これを支持するエビデンスはない。同様に、予防目的の点滴・水分補給を支持するエビデンスもない。

## 治療
鎮痛薬と安静臥床以外の治療を必要としないこともある。2015年のレビューでは、カフェインの使用を支持する暫定的なエビデンスが見つかった。産褥期の患者にはルーチンで積極的な水分補給を行うことが推奨される。
薬物治療として、ガバペンチン、プレガバリン、ネオスチグミン/アトロピン、メチルキサンチン類、トリプタン類がある。低侵襲処置として、両側大後頭神経ブロックや翼口蓋神経節ブロックがある。
重度のPDPHが続く場合、硬膜外血液パッチが必要になることがある。患者自身の血液を少量、元の穿刺部位付近の硬膜外腔に注入し、生じた血栓が髄膜の漏出部を封じる。
PDPHに対する硬膜外血液パッチは効果的で、さらなる介入が必要になることは稀である。25〜35%の患者は、硬膜外血液パッチ後に一過性の背部痛を訴える。より稀な合併症として、血液の誤注入による脊髄硬膜下血腫、くも膜下注入とくも膜炎、硬膜下膿瘍を伴う感染、顔面神経麻痺、痙縮性対麻痺、馬尾症候群がある。

## 疫学
PDPHの全体的な発生率は0.1%から36%の間と推定される。若年患者（特に18〜30歳の年齢層）、女性（特に妊婦）、痩せている人で、より起こりやすい。高齢患者で発生率が低いのは、硬膜の伸展性が低下しているためかもしれない。また、太い針を使用した場合にもより起こりやすい。2006年のレビューでは以下の発生率が報告されている。
- 0.4128 mm (0.01625 in)から0.5652 mm (0.02225 in)の針を使用した場合は12%
- 0.7176 mm (0.02825 in)から0.9081 mm (0.03575 in)の針を使用した場合は40%
- 1.067 mm (0.0420 in)から1.651 mm (0.0650 in)の針を使用した場合は70%

バーミンガムゲージでは、これらはそれぞれ27〜24G、22〜20G、19〜16Gの太さの針に相当する。
PDPHは腰椎穿刺では脊髄くも膜下麻酔の約2倍発生しているが、これはほぼ確実に、脊髄くも膜下麻酔では、非カッティング針が使用されているためであるとされる。硬膜外麻酔の際の偶発的硬膜穿刺後頭痛の発生率は5割を超え、頭痛のために入院期間延長の元凶となる。